# Fritz Paneth
Friedrich Adolf „Fritz“ Paneth (* 31. August 1887 in Wien; † 17. September 1958 ebenda) war ein deutsch-österreichischer Chemiker. Er war der Sohn des Physiologen Joseph Paneth.

## Leben und Werk
Nach der Schule studierte er von 1906 bis 1910 in Wien und München Chemie. 1913 ging er zu Frederick Soddy an die Universität Glasgow. Im Anschluss an seine Habilitation in Wien wurde er Assistent bei Otto Hönigschmid in Prag. Anschließend war er Professor in Hamburg, Berlin und Königsberg. Nach der Machtübernahme der Nationalsozialisten musste er als (evangelisch getaufter) Jude 1933 seinen Lehrstuhl am Königsberger Chemischen Institut aufgeben und nach London emigrieren. Im selben Jahr wurde er in die American Academy of Arts and Sciences gewählt. Von 1939 bis 1953 war er Professor an der Universität Durham. 1953 kehrte er nach Deutschland zurück und übernahm als Direktor am Max-Planck-Institut für Chemie (Otto-Hahn-Institut) in Mainz die Nachfolge von Fritz Straßmann. Dort baute er eine neue Abteilung für Kosmochemie auf, die sich mit Meteoritenforschung beschäftigte.
Paneths hauptsächliche Arbeitsgebiete waren die Radiochemie, hier insbesondere die Tracermethode, die er gemeinsam mit George de Hevesy entwickelte, und die von ihm begründete Kosmochemie und Gasmikroanalyse. Auf ihn geht auch eine Nachweismethode für organische Radikale mittels Metallspiegeln zurück. Bei dieser Methode wird Tetramethylblei bei erhöhten Temperaturen zu Methylresten und elementarem Blei in einem Quarzrohr zerlegt. Die gasförmigen Methylreste  werden mit einem Trägergas in einen anderen Abschnitt der Kammer transportiert. Dort reagieren sie mit einem Metallspiegel aus Blei, der so allmählich aufgelöst wird.
Er war einer der Verfasser der Erklärung der Göttinger Achtzehn Atomwissenschaftler gegen die geplante atomare Aufrüstung der Bundeswehr und für eine friedliche Nutzung der Kernenergie vom 12. April 1957.

## Ehrungen
- 1936 erhielt er den Liversidge Award der Royal Society of Chemistry, 1957 die Liebig-Denkmünze der Gesellschaft Deutscher Chemiker.
- Im Jahr 1963 wurde in Wien-Donaustadt (22. Bezirk) die Panethgasse nach ihm benannt.
- Zu seinen Ehren wurde 1970 der Mondkrater Paneth benannt.
- Ein Kolloquium für Nachwuchswissenschaftler trägt ebenfalls seinen Namen und findet turnusmäßig in Nördlingen statt.

## Hauptwerke
- Lehrbuch der Radioaktivität, 1923
- Radio-Elements as Indicators and other Selected Topics in Inorganic Chemistry, 1928
- The Origin of Meteorites, 1940
- Georg V. Hevesy und Fritz Paneth: Die Löslichkeit des Bleisulfids und Bleichromats. In: Zeitschrift für anorganische Chemie. 82, 323–328 (1913). doi:10.1002/zaac.19130820125
- G. V. Hevesy and F. Paneth: Über die Darstellung von Radium D in sichtbaren Mengen und seine chemische Identität mit Blei. In: Ber. Dtsch. Chem. Ges. 47, 2784–2786 (1914). doi:10.1002/cber.19140470369
- Fritz Paneth: Über Wismutwasserstoff und Poloniumwasserstoff. In: Ber. Dtsch. Chem. Ges. 51, 1704–1728 (1918). doi:10.1002/cber.19180510257